# Sobolew (Powiat Garwoliński)
Sobolew ist ein Dorf sowie Sitz der gleichnamigen Landgemeinde im Powiat Garwoliński der Woiwodschaft Masowien, Polen.

## Gemeinde
Zur Landgemeinde Sobolew gehören folgende 18 Ortschaften mit einem Schulzenamt:
Anielów
Chotynia
Godzisz
Gończyce
Grabniak
Kaleń Drugi
Kaleń Pierwszy
Kobusy
Kownacica
Nowa Krępa
Ostrożeń Drugi
Ostrożeń Pierwszy
Przyłęk
Sobolew I
Sobolew II
Sobolew III
Sokół
Trzcianka
Weitere Orte der Gemeinde sind:
Chotynia-Kolonia
Chrusty
Drobina
Emerytka
Karolinów
Leonorów
Mazurki
Michałki
Milanów
Nowiny Sobolewskie
Piaski
Podługi
Poręby
Potok
Pstrąg
Stefanów
Teofilów
Ustronie
Uśniak
Walerków
Wiktorzyn
Zabaranie
Zaprzytnica
Zosinek